# Thelypteris rupestris
Thelypteris rupestris är en kärrbräkenväxtart som först beskrevs av Kl., och fick sitt nu gällande namn av C. Reed. Thelypteris rupestris ingår i släktet Thelypteris och familjen Thelypteridaceae. Inga underarter finns listade.